# Kreis Bistrița-Năsăud

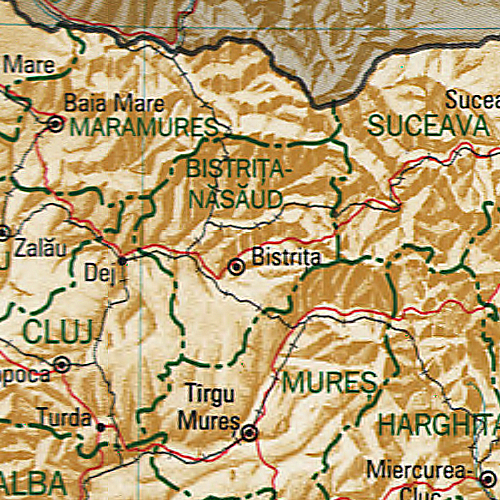
Karte des Kreises Bistrița-Năsăud

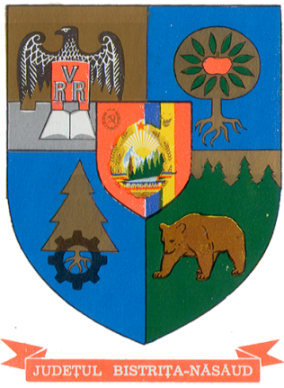
Wappen des Kreises Bistrița-Năsăud, zur Zeit des Realsozialismus

Bistrița-Năsăud [ˈbistritsa nəsəˈud] (Ausspracheⓘ) ist ein rumänischer Kreis (Județ) in  Siebenbürgen (Transsilvanien) mit der Kreishauptstadt Bistrița (deutsch Bistritz, ungarisch Besztercze). Seine gängige Abkürzung und das Kfz-Kennzeichen ist BN.
Der Kreis Bistrița-Năsăud grenzt im Norden sowie Nordwesten an den Kreis Maramureș, im Osten an den Kreis Suceava, im Südosten sowie Süden an den Kreis Mureș und im Westen an den Kreis Cluj.

## Bevölkerung
Die Einwohnerzahl einiger Ethnien im Kreis Bistrița-Năsăud entwickelte sich ab 1930 wie folgt:
| Jahr | Einwohner | Rumänen | Ungarn | Deutsche | Roma   | Ukrainer | Serben | Juden |
| ---- | --------- | ------- | ------ | -------- | ------ | -------- | ------ | ----- |
| 1930 | 223.527   | 162.096 | 20.923 | 22.217   | 8.471  | 57       | 20     | 9.091 |
| 1956 | 255.789   | 217.469 | 24.427 | 6.690    | 5.677  | 31       | 8      | 1.327 |
| 1966 | 269.954   | 237.917 | 22.583 | 6.102    | 3.023  | 102      | 7      | 102   |
| 1977 | 286.628   | 259.752 | 21.487 | 2.860    | 2.280  | 95       | 11     | 42    |
| 1992 | 326.820   | 295.549 | 21.098 | 954      | 9.004  | 104      | 10     | 30    |
| 2002 | 311.657   | 281.273 | 18.349 | 661      | 11.155 | 84       | 12     | 15    |
| 2011 | 286.225   | 247.627 | 14.350 | 428      | 11.937 | 55       | 2      | 13    |
| 2021 | 295.988   | 247.935 | 11.049 | 261      | 11.127 | 34       | 3      | 19    |

## Geographie
Der Kreis hat eine Gesamtfläche von 5355 km², dies entspricht 2,25 % der Fläche Rumäniens.

## Städte und Gemeinden

### Status der Ortschaften
Der Kreis Bistrița-Năsăud besteht aus offiziell 250 Ortschaften. Davon haben vier den Status einer Stadt, 58 den einer Gemeinde und die übrigen sind administrativ den Städten und Gemeinden zugeordnet.

### Größte Orte
| Stadt/Gemeinde                                         | Einwohner |
| ------------------------------------------------------ | --------- |
| Bistrița (dt. Bistritz, ung. Besztercze)               | 78.877    |
| Beclean (dt. Betlen, ung. Bethlen)                     | 11.260    |
| Sângeorz-Băi (dt. Sankt Georgen, ung. Oláhszentgyörgy) | 10.931    |
| Năsăud (dt. Nussdorf, ung. Naszód)                     | 10.215    |
| Maieru (dt. Maier, ung. Major)                         | 07.579    |
| Feldru (dt. Felden, ung. Földra)                       | 07.378    |
| Tiha Bârgăului (ung. Borgótiha)                        | 06.443    |
| Rodna (dt. Altrodenau, ung. Óradna)                    | 06.003    |
| Prundu Bârgăului (dt. Burgau, ung. Borgóprund)         | 05.924    |
| Telciu (dt. Teltsch, ung. Telcs)                       | 05.498    |
| Lechința (dt. Lechnitz, ung. Szászlekence)             | 05.469    |
| Dumitra (dt. Mettersdorf, ung. Nagydemeter)            | 05.264    |
| (Stand: 1. Dezember 2021)                              |           |